# Huawei Y Max
Huawei Y Max — фаблет середнього рівня із серії «Y», розроблений Huawei, особливістю якого стала велика діагональ екрана. Був представлений в листопаді 2018 року. В Китаї смартфон продавався під назвою Huawei Enjoy Max.
Також під брендом Honor разом із Honor 8X був представлений Honor 8X Max, який відрізняється від Huawei Y Max матеріалом задньої панелі, процесором залежно від кількості оперативної пам'яті та швидкістю зарядки.

## Дизайн
Передня панель виконана зі скла Corning Gorilla Glass 3, а задня — зі штучної шкіри в Huawei Y Max та Enjoy Max або глянцевого пластику в Honor 8X Max. Рамка виконана з алюмінію.
Знизу знаходяться роз'єм 3,5 мм аудіо, microUSB, мікрофон та динамік, а зверху — другий мікрофон. З лівого боку розміщений слот під 2 SIM-картки і карту пам'яті формату microSD до 256 ГБ. З правого боку розміщені кнопки регулювання гучності та кнопка блокування. Сканер відбитків пальців розташований на задній панелі.
Huawei Y Max та Enjoy Max продавалися в 3 кольорах: Midnight/Magic Night Black (чорний), Sky White (білий) та Amber Brown (коричневий).
Honor 8X Max продавався в 3 кольорах: чорному, синьому та червоному.

## Технічні характеристики

### Апаратне забезпечення

#### Платформа
Huawei Y Max, Enjoy Max та Honor 8X Max з 6 ГБ оперативної пам'яті отримали процесор Qualcomm Snapdragon 660 з графічним процесором Adreno 512. Honor 8X Max з 4 ГБ оперативної пам'яті отримав процесор Qualcomm Snapdragon 636 з графічним процесором Adreno 509.

#### Акумулятор
Акумуляторна батарея отримала великий об'єм 5000 мА·год. Також Honor 8X Max має підтримку швидкої зарядки на 18 Вт і зворотної зарядки по дроту на 5 Вт.

#### Камера
Моделі отримали основну подвійну камеру 16 Мп, f/2.0 з фазовим автофокусом + 2 Мп, f/2.4 (сенсор глибини) та фронтальну камеру 8 Мп, f/2.0. Основна та фронтальна камери вміють записувати відео в роздільній здатності 1080p@30fps.

#### Екран
Екран IPS LCD, 7.12", FullHD+ (2244 × 1080) зі щільністю пікселів 350 ppi, співвідношенням сторін 18,7:9 та краплеподібний вирізом під фронтальну камеру.

#### Звук
Смартфони отримали стереодинаміки з підтримкою Dolby Atmos. Роль другого динаміка виконує розмовний.

#### Пам'ять
Huawei Y Max та Enjoy Max продавалися в комплектаціях 4/64 ГБ та 4/128 ГБ, а Honor 8X Max — 4/64, 6/64, 4/128 та 6/128 ГБ.

### Програмне забезпечення
Смартфони були випущені на EMUI 8.2 на базі Android 8.1 Oreo та були оновлені до EMUI 9.1 на базі Android 9 Pie.